# اروامش آيت اسعيد (الروامش)
اروامش آيت اسعيد هو دُوَّار يقع بجماعة أولاد فنان، إقليم خريبكة، جهة بني ملال خنيفرة في المملكة المغربية. ينتمي الدوّار لمشيخة الروامش التي تضم دوارين. يقدر عدد سكانه بـ 1333 نسمة حسب الإحصاء الرسمي للسكان والسكنى لسنة 2004.

## روابط خارجية
- البوابة الوطنية للجماعات الترابية
- المندوبية السامية للتخطيط